# Bikepolo

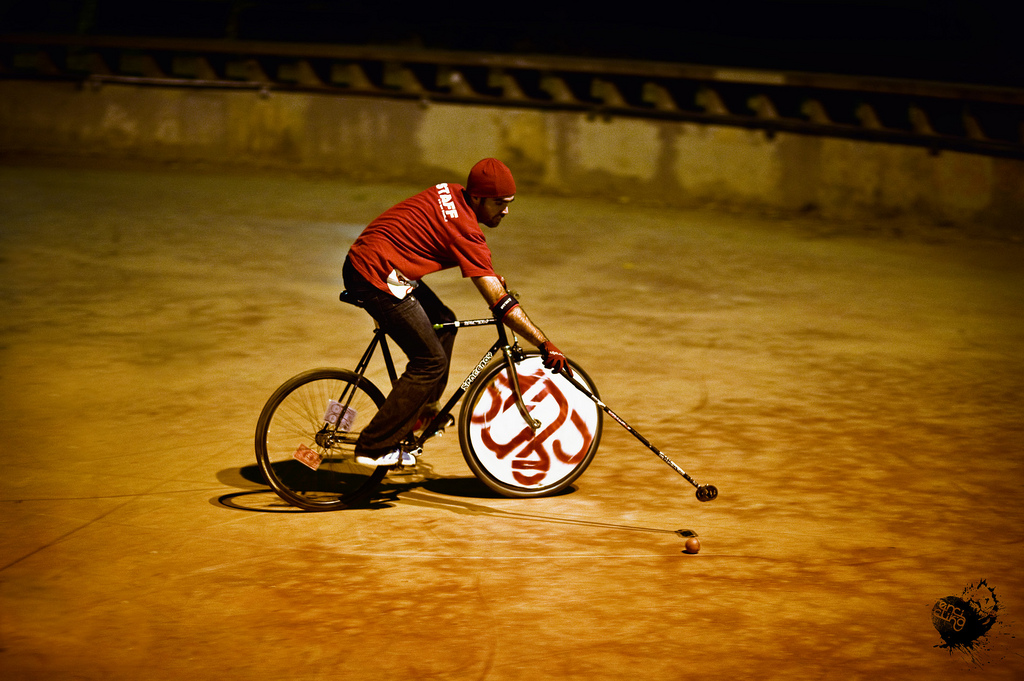
Spaceboy controlando el balón.

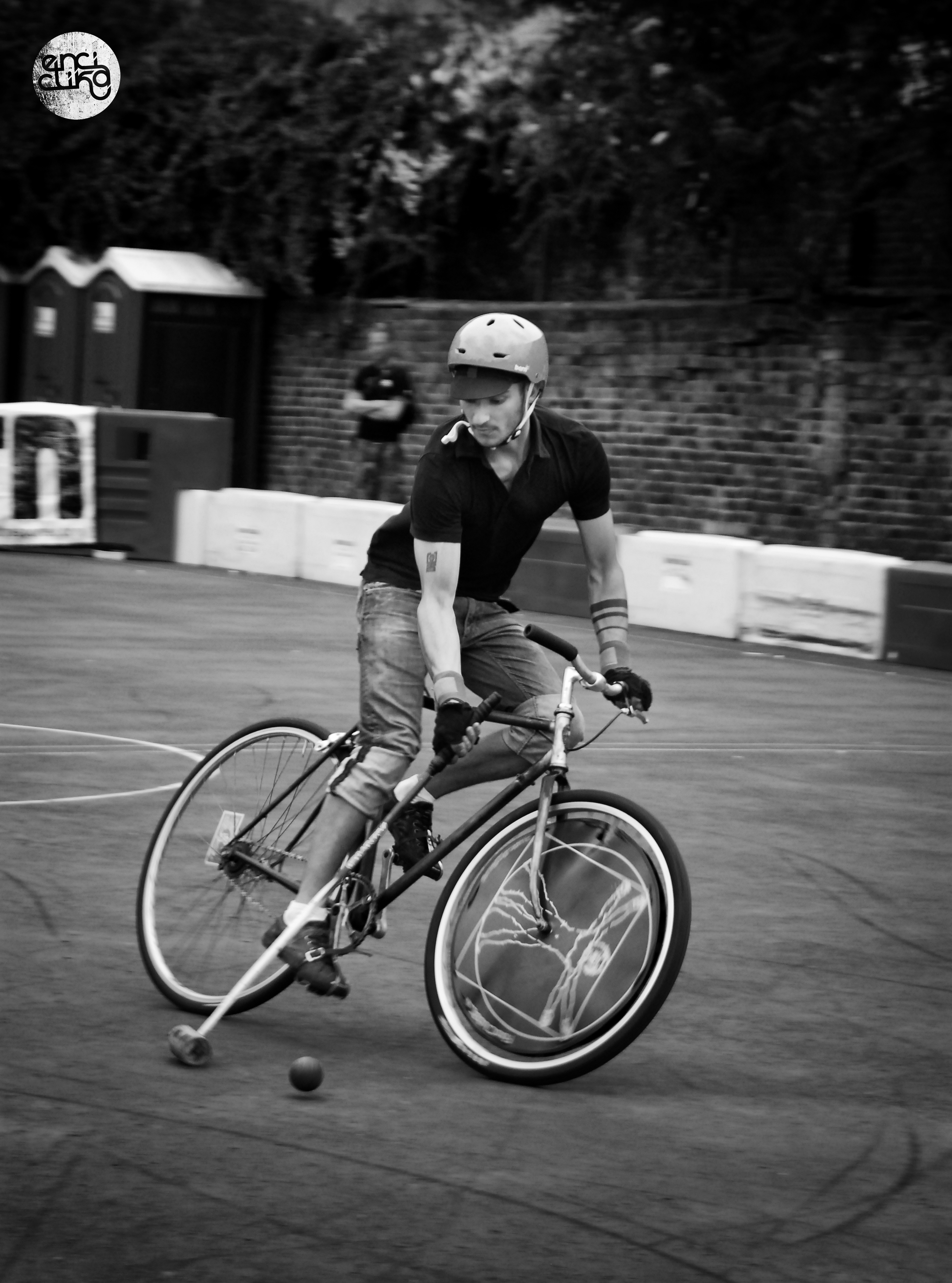
Tom golpeando la bola.

El bicipolo, ciclopolo o bikepolo es un deporte variante del polo que se disputa sobre bicicletas en vez de caballos. Los competidores de dos equipos deben golpear una pelota mediante un palo para convertir goles en un arco, dentro de una cancha rectangular.
El juego fue inventado por el irlandés Richard J. Mecredy en 1891. Ese mismo año el primer partido de Bike Polo se jugó Scalp y el CC Ohne Hast. Hacia el final del siglo XIX el juego llegó al Reino Unido, Estados Unidos y Francia, con lo cual el deporte empezó a hacerse conocido. El primer partido internacional se jugó entre Irlanda e Inglaterra en 1901. Y fue deporte de exhibición en los Juegos Olímpicos de Londres de 1908 con Irlanda como campeones en la final contra Alemania por tres goles a uno.
El deporte alcanzó su pico de popularidad en Gran Bretaña durante la década de los años 30 con la introducción de las ligas regionales, así como también floreció en Francia durante este período con la creación de la liga francesa. Partidos internacionales entre Francia y Gran Bretaña se llevaron a cabo con regularidad. Sin embargo, la Segunda Guerra Mundial marcó el comienzo de la desaparición del Bikepolo en Gran Bretaña. El deporte logró continuidad en Francia que todavía hoy continúan compitiendo. 
En la década de 1980 vio el surgimiento de dos nuevas potencias en el Bikepolo, la India y EE. UU. La Asociación de Polo del ciclo de la India fue creada oficialmente en 1966 y la Asociación de BikePolo de EUA fue creado en 1994. En la década de 1990 empezó una escalada de partidos que culminó con el primer campeonato mundial organizado en 1996 en tierras estadounidenses... Equipos procedentes de la India, EE. UU. y Canadá participaron con la victoria final de la India. El siguiente campeonato se celebró en 1999 en Vancouver, Canadá, que también fue ganado por la selección India. A partir de entonces, el campeonato se convirtió en un acontecimiento periódico. 
Tradicionalmente, el bikepolo se juega en un campo de césped rectangular de 150 metros por 100 metros oficialmente; extraoficialmente, cualquier campo de césped es válido si permite un juego fluido entre los jugadores. Por otra parte, las dimensiones oficiales pueden variar entre 120 y 150 metros de longitud de 80 a 100 metros de ancho. La pelota utilizada es de 12-15 pulgadas de circunferencia y el mazo es de una longitud de 1 metro.

## Inicios y evolución
Muchos creen que el Bikepolo solo se jugó sobre césped a la forma tradicional hasta la llegada del siglo XXI dando como origen del Hard Court Bike Polo (sobre superficie dura) en Seattle, pero nada más alejado de la realidad, ya que es bien conocido que en las calles irlandesas en la década de los años 20 -30 los niños ya jugaban a Bikepolo en las calles adoquinadas de la ciudad, que por aquel entonces le llamaban con el nombre gaélico Iománaíocht.[cita requerida]

## Momento actual
Si es cierto que, ya entrado el nuevo siglo, se acabó de consolidar lo que actualmente se conoce como Hard Court Bikepolo, la leyendas populares hablan de que en la ciudad de Seattle un jugador de Bikepolo tradicional se entrenaba en los parques de la ciudad que eran donde había campos de hierba, pero que las autoridades se lo prohibieron por el deplorable estado en el que quedaba la hierba, así pues idearon la manera de seguir entrenando sin que las autoridades les vetaran y decidieron jugar en las calles, a la manera del street Hockey.[cita requerida]
Actualmente el Hardcourt Bike Polo es jugado en ampliamente América del Norte, Europa, Australia, Sudamérica, el este asiático y el norte de África.

## Bikepolo en España
En España si bien en el 2007 se habla de que se realizó algún encuentro entre amigos, no fue hasta finales del 2008 cuando un pequeño grupo de personas del colectivo de Enciclika.com (Cristian "spaceboy" Marín, Xavi Paón y Jordi Tamayo ) decidieron hacer los primeros sticks con palos de esquí y maza de madera sacados de la pata de una mesa.
El 4 de enero de 2009 en el puerto de Barcelona, la web enciclika.com organiza el primer torneo de exhibición que tomó por título Shawarma Bikepolo Sesions y al cual asistieron a la llamada más de 35 ciclistas. Es en este punto de inflexión donde el Bikepolo toma una nueva dimensión en la capital catalana, ya que es en estos torneos donde nace de la cabeza de Alex Agustí la idea de montar un club dedicado a la difusión del piñón fijo y de todas las actividades que lo rodean, llamado Fixa Club.
El núcleo duro barcelonés poco a poco se va haciendo un nombre en el ámbito internacional , gracias al buen nivel que van consiguiendo en la participación de los distintos torneos europeos que se van realizando a lo largo del calendario.
A día de hoy y después de haber pasado por diferentes canchas se les puede encontrar practicando este noble deporte en la circular cancha de la “aspirina” en el cruce de la calle Aragón con Diagonal y Marina, todos los lunes, miércoles y viernes a partir de las 22h.
Actualmente el Bikepolo se ha extendido por todo el país generándose multitud de equipos a lo largo de toda la geografía española, Valencia, Madrid, Gijón, La Coruña, Zaragoza, Alicante, Bilbao, Vitoria... culminando dicha expansión con el Campeonato de España de Bikepolo que se celebró el 20 de mayo de 2011 en la ciudad de Gijón y la llegada del Campeonato de Europa de Bikepolo (www.ehbpc.org) que se celebra el 23 de junio en la ciudad de Badalona, máximo evento representativo de este deporte en todo el continente y tercero de mayor importancia en el mundo, tras el Campeonato Americano (NAHCBP) y el Campeonato del Mundo.

## Bikepolo en Latinoamérica
El Hardcourt Bike Polo es un juego que se practica en Argentina, Brasil, Chile, Colombia, Ecuador, México, Perú y Uruguay. El movimiento surgido alrededor de 2009 simultáneamente en varios de estos países ha crecido sostenidamente y lo sigue haciendo. En 2011 se realizó el primer torneo sudamericano en Santiago de Chile. El segundo fue realizado en Buenos Aires amasando una convocatoria de 35 equipos. El tercero fue realizado en 2013 en São Paulo.

## El juego
El Hardcourt Bike Polo se practica en una cancha con dimensiones rondando los 40x20 metros, con dos equipos de 3 integrantes cada uno. Los integrantes montan cualquier tipo de bicicletas, aunque muchas veces están diseñadas teniendo en cuenta las exigencias del juego, y portan una maza, taco o mallet en inglés, con el cual golpean una pelota. El objetivo del juego es pasar la pelota por el arco del rival, de alrededor de 1,80 metros de largo y 0,90 de alto.

## Equipo

### Bicicletas
Puede utilizarse cualquier bicicleta convencional, muchos jugadores adaptan las suyas e inclusive existen marcos o cuadros y bicicletas diseñadas especialmente para el juego.
Algunas características de diseño son poca distancia entre ejes, poca distancia entre rueda trasera y pedalier, ángulo más bien vertical en el tubo de frente, frenos en ambas ruedas con un solo comando, tapas de plástico en las ruedas para evitar que el taco o maza se trabe en los rayos o radios.

### Mazas, tacos o mallets
Por lo general son construidos por los mismos jugadores, en aras del espíritu hágalo usted mismo de este deporte. Tradicionalmente consisten en un tubo de aluminio que puede ser un bastón de esquí, una cabeza plástica, generalmente un tubo de agua o gas de polietileno, nailon o ABS, y un grip para tomarlo con más firmeza. Actualmente varias compañías venden caños de aluminio y cabezas especiales para bike polo, que los jugadores pueden armar de acuerdo a su preferencia.

### Pelotas o bochas
Generalmente se utilizan pelotas de street hockey, roller hockey o hockey sobre patines.

### Cancha o Campo de juego
Debe rondar las dimensiones de 20x40 metros, tener suelo liso y duro y un perímetro alrededor para evitar que la pelota escape el terreno. Los arcos o metas se colocan de tal manera que se pueda pasar por detrás de ellos y deben tener una red.

## Campeonatos oficiales de bikepolo

### Campeonato del mundo
| Año  | Anfitrión  | Primer puesto             | Puntaje | Segundo puesto              | Tercer puesto                    | Puntaje | Cuarto puesto                    |
| ---- | ---------- | ------------------------- | ------- | --------------------------- | -------------------------------- | ------- | -------------------------------- |
| 2009 | Filadelfia | Team Smile (Seattle)      |         | Balls Deep (East Vancouver) | Faceless Emotion (Nueva York)    |         | Wisconsin A (Madison, Wisconsin) |
| 2010 | Berlín     | Beaver Boys (Milwaukee)   | 5-1     | Machine Politics (Chicago)  | L’Equipe (Ginebra)               | 5-3     | Toros (Múnich)                   |
| 2011 | Seattle    | Crazy Canucks (Vancouver) |         | Call Me Daddy (Paris)       | The Guardians (Seattle, Paris)   |         | Iron Ponies (Ginebra)            |
| 2012 | Ginebra    | Call Me Daddy (Paris)     |         | Guardians (Seattle)         | Clobber Politics (SEA, CHI, YOW) |         | DeadRappers (London)             |

### Torneo Sudamericano
| Año  | Anfitrión    | Primer puesto         | Segundo puesto        | Tercer puesto                       | Cuarto puesto            |
| ---- | ------------ | --------------------- | --------------------- | ----------------------------------- | ------------------------ |
| 2011 | Santiago     | Monopolientos (Chile) | UnderDogs (Brasil)    | Hágame Famoso (Colombia)            | Viveza Criolla (Ecuador) |
| 2012 | Buenos Aires | UnderDogs (Brasil)    | Monopolientos (Chile) | Jinetes del Apocalipsis (Argentina) | Viveza Criolla (Ecuador) |
| 2013 | São Paulo    | Mala Pata (Chile)     | Untitled (Argentina)  | Hágame Famoso (Colombia)            | UnderDogs (Brasil)       |

### Torneo Latinoamericano
| Año  | Anfitrión   | Primer puesto                         | Segundo puesto                         | Tercer puesto                 | Cuarto puesto             |
| ---- | ----------- | ------------------------------------- | -------------------------------------- | ----------------------------- | ------------------------- |
| 2014 | Bogotá      | RompeBolas (México)                   | UnderDogs (Brasil)                     | Vándalos (México)             | Hermanos Korioto (México) |
| 2015 | Quito       | Las Viudas del Loco (Argentina/Chile) | Dios los Cría (Argentina)              | Hermanos Korioto (México)     | Tres Gallos (Puerto Rico) |
| 2016 | Rosario     | Mucho Niño (México/Estados Unidos)    | Super Polo Team (México)               | Pulp Fiction (Chile)          | Gucamayas (Colombia)      |
| 2017 | Guadalajara | Mucho Niño (México/Estados Unidos)    |                                        |                               |                           |
| 2018 | Bogotá      | Jauría (Colombia)                     | Escándalo (Colombia/Argentina/Francia) |                               |                           |
| 2023 | Santigo     | Leche Negra (Argentina)               | NEPA (Argentina)                       | Trasandinos (Chile/Argentina) | Litoral FC (Argentina)    |

### Campeonato Norteamericano
| Year | Host               | Winners              | Score | Runners-up                  | Third Place               | Score | Fourth Place                 |
| ---- | ------------------ | -------------------- | ----- | --------------------------- | ------------------------- | ----- | ---------------------------- |
| 2009 | Seattle            | Team Smile (Seattle) |       | Balls Deep (East Vancouver) | Beaver Boys (Milwaukee)   |       | DD Booster Club (Nueva York) |
| 2010 | Madison, Wisconsin | The Odds             | 5-2   | Team Smile (Seattle)        | East Van (East Vancouver) |       | Super Polonics (Seattle)     |
| 2011 | Calgary            |                      |       |                             |                           |       |                              |

### Campeonato Europeo
| Año  | Lugar     | Ganador            | Resultado | Subcampeón                     | Tercero             | Resultado | Cuarto                     |
| ---- | --------- | ------------------ | --------- | ------------------------------ | ------------------- | --------- | -------------------------- |
| 2009 | Londres   | L'Equipe (Ginebra) | 5-3       | Malice International (Londres) | Toros (Múnich)      |           | Discordia (París/ Londres) |
| 2010 | Ginebra   | L'Equipe (Ginebra) | 5-4       | Cosmic (London)                | El Club (Barcelona) |           | Rotten Apples (London)     |
| 2011 | Barcelona | L'Equipe (Ginebra) | 5-2       | Polosynthese (Alemania)        | Hooks (Ruan)        | 5-4       | El Club (Barcelona)        |